# St. Verena (Dautmergen)

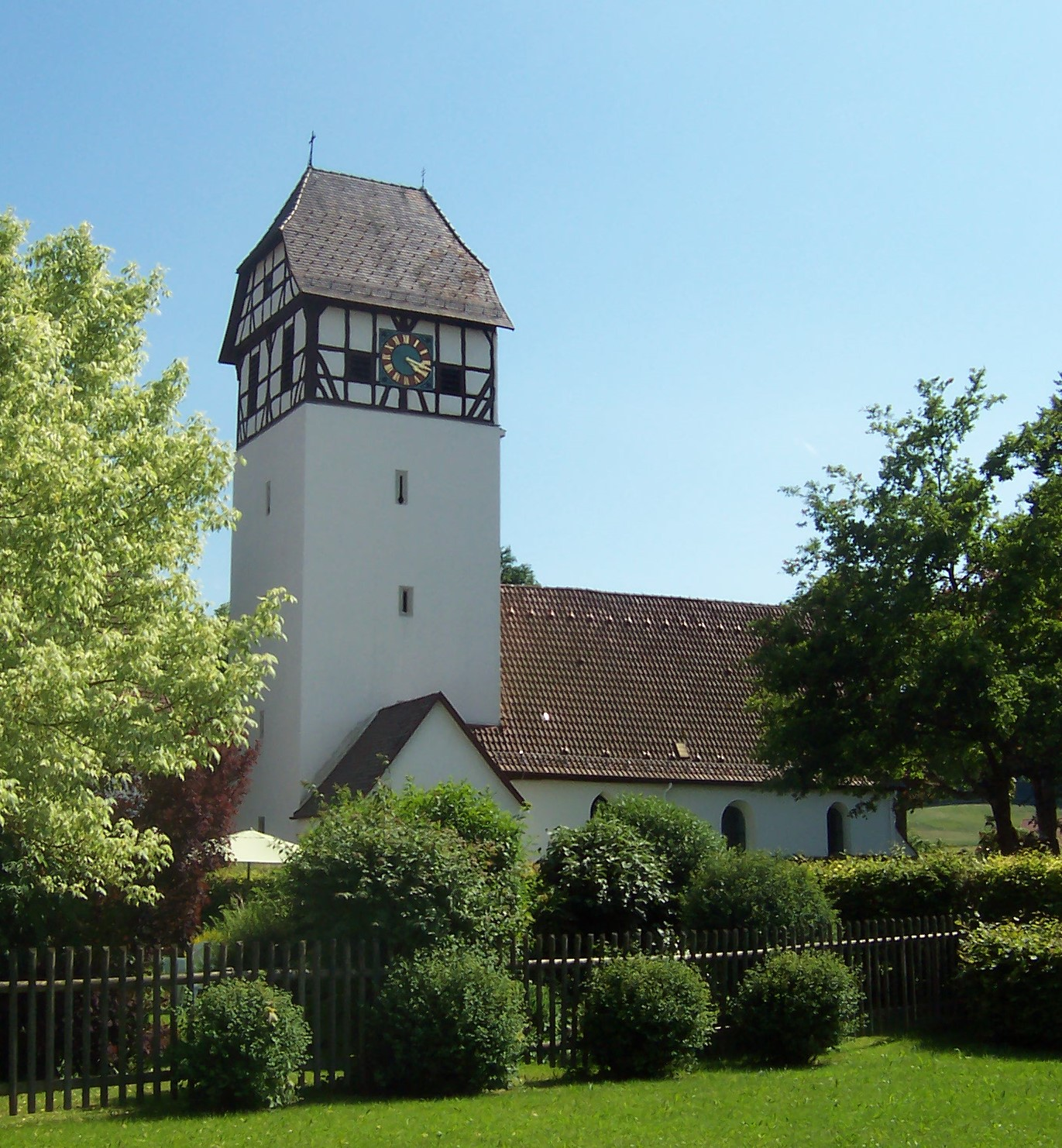
St. Verena in Dautmergen

Die römisch-katholische Pfarrkirche St. Verena steht in Dautmergen, einer Gemeinde im Zollernalbkreis in Baden-Württemberg. Die Kirchengemeinde gehört zum Dekanat Balingen der Diözese Rottenburg-Stuttgart. Die Kirche ist als Denkmal beim Landesamt für Denkmalpflege Baden-Württemberg eingetragen.

## Beschreibung
Die verputzte Saalkirche besteht aus einem Langhaus, das 1763 verlängert und 1874 umgebaut wurde, und mit einem Satteldach bedeckt ist, und einem 1215 gebauten Chorturm im Osten, dessen untere Geschosse romanisch sind und Schießscharten haben. Sein Glockengeschoss aus Holzfachwerk mit verputzten Gefachen wurde ihm 1499 aufgesetzt, das neben dem Glockenstuhl auch die Turmuhr beherbergt. Darauf sitzt ein Krüppelwalmdach. Die Sakristei befindet sich an der Nordwand des Chorturms.
Die Orgel wurde 1974 als Opus 406 von Reiser Orgelbau errichtet.